# Nanni Baldini
Nanni Baldini, all'anagrafe Giovanni Baldini (Roma, 13 agosto 1975), è un doppiatore, direttore del doppiaggio e dialoghista italiano.
È noto per aver prestato la sua voce a Kevin Hart nella maggior parte dei film in cui appare, a personaggi quali Billy Loomis in Scream, Stewie Griffin de I Griffin, Pacey Witter di Dawson's Creek, Ciuchino in Shrek, David Seville in Alvinnn!!! e i Chipmunks, Alastor nella serie animata Hazbin Hotel e agli attori Sean Hayes in Will & Grace, Donald Faison in Scrubs - Medici ai primi ferri e Matt Smith in Doctor Who.

## Biografia
Fratello minore dei doppiatori Rita, Oreste e Antonella Baldini, detti nei titoli di coda di Robot Chicken, dove doppiano tutti i personaggi, i "Baldini Brothers", ha doppiato alcuni personaggi dI serie televisive, tra i quali Pacey Witter (interpretato da Joshua Jackson) in Dawson's Creek, Jack McFarland in Will & Grace, Christopher Duncan Turk nella serie Scrubs - Medici ai primi ferri, Ephram Brown (interpretato da Gregory Smith) in Everwood, Blaine Anderson in Glee, il Dottore impersonato da Matt Smith in Doctor Who e i ruoli di Zachary Levi in Perfetti... ma non troppo (Kipp Steadman) e Chuck (Chuck Bartowski).
Al cinema ha doppiato attori in commedie, quali Chris Klein in American Pie, Stephen Baldwin ne I Flintstones in Viva Rock Vegas e Adam Brody ne Il bacio che aspettavo, oltre al personaggi di Dobby nella saga cinematografica di Harry Potter. Nel cinema d'animazione doppia Robert Zimerusky in In viaggio con Pippo ed Estremamente Pippo e Remy in Ratatouille. È stato anche la voce di Chris Tucker nel ruolo dell'agente James Carter nella trilogia Rush Hour - Due mine vaganti, Colpo grosso al Drago Rosso - Rush Hour 2 e Rush Hour - Missione Parigi. A partire dal 2002 è la voce di Scooby Doo.
Nanni Baldini ha vinto due volte il Premio Voci nell'ombra per la Miglior voce caratterista: nel 2001 per il suo doppiaggio di Ciuchino nel film d'animazione Shrek (per cui si guadagna anche il premio del pubblico), e nel 2004 per quello di Sean Hayes nella sitcom Will & Grace.

## Doppiaggio

### Film
- Kevin Hart in Tutti pazzi per l'oro, Il grande match, Poliziotto in prova, About Last Night, Duri si diventa, The Wedding Ringer - Un testimone in affitto, Un poliziotto ancora in prova, Una spia e mezzo, Jumanji - Benvenuti nella giungla, Jumanji: The Next Level, La scuola serale, Un padre, The Man from Toronto, Me Time - Un weekend tutto per me, Lift, Borderlands
- Anthony Mackie in Captain America: The Winter Soldier, Avengers: Age of Ultron, Ant-Man, Natale all'improvviso, Captain America: Civil War, Avengers: Infinity War, Io, Avengers: Endgame, The Banker, Outside the Wire, La donna alla finestra, Un fantasma in casa, Ghosted, Captain America: Brave New World
- Chris Rock in Arma letale 4, Betty Love, Ritorno dal paradiso, Head of State, Manuale d'infedeltà per uomini sposati, Che cosa aspettarsi quando si aspetta, Amsterdam
- Topher Grace in Traffic, Appuntamento da sogno!, In Good Company, P.S. Ti amo, Appuntamento con l'amore, Predators, Big Wedding, Truth - Il prezzo della verità
- Chris Tucker in Il quinto elemento, Rush Hour - Due mine vaganti, Colpo grosso al Drago Rosso - Rush Hour 2, Rush Hour - Missione Parigi, Il lato positivo - Silver Linings Playbook, Air - La storia del grande salto
- Dan Fogler in Balls of Fury - Palle in gioco, Qualcosa di speciale, Take Me Home Tonight, Animali fantastici e dove trovarli, Animali fantastici - I crimini di Grindelwald, Animali fantastici - I segreti di Silente, A Complete Unknown
- Adam Scott in Quel mostro di suocera, Fratellastri a 40 anni, A.C.O.D. - Adulti complessati originati da divorzio, La donna più odiata d'America, Little Evil, The Disaster Artist
- Adam Goldberg in EdTV, Salton Sea - Incubi e menzogne, Come farsi lasciare in 10 giorni, Il diario di Jack, Running with the Devil - La legge del cartello
- Marlon Wayans in Effetti collaterali, Ghost Movie, Ghost Movie 2 - Questa volta è guerra, Cinquanta sbavature di nero, La maledizione di Bridge Hollow
- Chris Klein in American Pie, American Pie 2, Just Friends (Solo amici), American Pie: Ancora insieme, Bella, pazza e impossibile
- Romany Malco in Baby Mama, Love Guru, Last Vegas, L'A.S.S.O. nella manica, Almost Christmas - Vacanze in famiglia
- Simon Pegg in Star Trek, Le avventure di Tintin - Il segreto dell'Unicorno, Into Darkness - Star Trek, Star Trek Beyond
- Jack McBrayer in Non mi scaricare, Una bugia di troppo, Candidato a sorpresa, Comic Movie
- Philippe Lacheau in Alibi.com, 2 matrimoni alla volta, Sposami, stupido!, Supereroe per caso
- Donald Faison in Scacco al re nero, Big Fat Liar, L'amore non ha colore, Skyline
- Chris Pontius in Jackass: The Movie, Jackass Number Two, Jackass 3D, Jackass Forever
- Jesse Bradford in Hackers, Romeo + Giulietta di William Shakespeare, Ragazze nel pallone, Clockstoppers
- Skeet Ulrich in Scream, Chill Factor - Pericolo imminente, Alaska - Sfida tra i ghiacci, Scream, Scream VI
- Sean Hayes in Il gatto... e il cappello matto, Non è mai troppo tardi, Soul Men
- Neil Patrick Harris in Il grande cuore di Clara, La proposta, Beastly
- Toby Jones in Harry Potter e la camera dei segreti, Harry Potter e i Doni della Morte - Parte 1, Sua Maestà
- Larenz Tate in Il risolutore, Crash - Contatto fisico, Il viaggio delle ragazze
- Martin Freeman in Ali G, Love Actually - L'amore davvero, (S)Ex List
- Charlie Day in Amore a mille... miglia, Pacific Rim, Pacific Rim - La rivolta, I Want You Back
- Joshua Jackson in Gossip, Ocean's Eleven - Fate il vostro gioco, La sicurezza degli oggetti
- Michael Peña in Buffalo Soldiers, Tower Heist - Colpo ad alto livello, Fury
- Jack Black in Amore a prima svista, Tenacious D e il destino del rock e Tenacious D e post apocalypto
- Breckin Meyer in Kate & Leopold, Herbie - Il super Maggiolino
- Gael García Bernal in Y tu mamá también - Anche tua madre, L'arte del sogno
- James DeBello in Delitto + castigo a Suburbia, Scary Movie 2
- Elyas M'Barek in Fuck you, prof!, Fuck you, prof! 2, Conta su di me
- Ewen Bremner in Il giro del mondo in 80 giorni, Match Point
- Rob Brown in Scoprendo Forrester, The Express
- Diego Luna in Frida, Elysium
- Lukas Haas in Tutti dicono I Love You, Babylon
- Kenan Thompson ne La bottega del barbiere 2, Clifford - Il grande cane rosso
- Neil Fanning in Scooby-Doo, Scooby-Doo 2 - Mostri scatenati
- Hassn Minhaj ne Il tuo ex non muore mai, It Ends With Us - Siamo noi a dire basta
- Adam Brody in Il bacio che aspettavo, L'amore in valigia
- Steven Yeun in Okja, Mickey 17
- Chris Evans in The Losers
- Zachary Levi in Alvin Superstar 2
- Andrew Garfield in Parnassus - L'uomo che voleva ingannare il diavolo
- Chris Pratt in Wanted - Scegli il tuo destino
- Kyle Bornheimer in The Wedding Party
- Danny Nucci in Titanic
- Leo Bill in Alice in Wonderland, Alice attraverso lo specchio
- Johnny Knoxville in Men in Black II
- Shia LaBeouf in Io, robot
- Mark Ruffalo in Il castello
- Adam Levine in Tutto può cambiare
- Bryan Callen in Una notte da leoni
- Amaury Nolasco in 2 Fast 2 Furious
- Joseph Cross in Milk
- Grégoire Colin in La vita sognata degli angeli
- Vince Vaughn in Swingers
- Tom Green in Road Trip
- Nikolaj Lie Kaas in Angeli e demoni
- Alex Toma in A Beautiful Mind
- Jochen Schropp in Rosamunde Pilcher - La sposa indiana
- Ameet Chan in Sognando Beckham
- Alessandro Zamattio in Jack Frusciante è uscito dal gruppo
- Matt Doran in Matrix
- Adrian Lester in The Day After Tomorrow - L'alba del giorno dopo
- Jeremy Howard in Il Grinch
- Eloy Azorìn in Tutto su mia madre
- Jamie Harrold in Al vertice della tensione
- Làszlò Nàdasi in Kontroll
- Matthew Lillard in Wing Commander - Attacco alla Terra
- Wil Wheaton in Flubber - Un professore fra le nuvole
- Harry Gregson-Williams in Le cronache di Narnia - Il principe Caspian
- Keir O'Donnell in 2 single a nozze - Wedding Crashers
- Hernan Saez in Plaga zombie: Zona mutante
- Jeff East in Superman
- Nelsan Ellis in Un anno da ricordare
- Sami Ameziane in Dream Team
- Benj Thall in In fuga a quattro zampe, Quattro zampe a San Francisco
- Brendan Sexton III in Boys Don't Cry
- Dean J. West in Angry Games - La ragazza con l'uccello di fuoco
- Stephen Chow in Kung Fusion
- Raoul Bhaneja in The Sentinel - Il traditore al tuo fianco
- Bill Hader in Un disastro di ragazza, Power Rangers
- Damaine Radcliff in Step Up
- Cuba Gooding Jr. in Al di là dei sogni
- Sam Rockwell in Il colpo, 7 psicopatici
- Debargo Sanyal in Stanno tutti bene - Everybody's Fine
- Hugh Sachs in Lo schiaccianoci
- Samuel Stricklen in The Visit
- Will Greenberg in Christmas Bounty
- Christopher Denham in Shutter Island
- Tom Everett Scott in La voce dell'amore
- Eli Roth in Piranha 3D
- Christopher Denham in La guerra di Charlie Wilson
- Paul Walker in Pleasantville
- James Badge Dale in Flight
- Snoop Dogg in Scary Movie V
- Stephen Baldwin in I Flintstones in Viva Rock Vegas
- Aaron Moten in Dove eravamo rimasti
- Seth Green in Caro dittatore
- Jin Au-Yeung in Monster Hunter
- Libero De Rienzo in A mia sorella!
- Artus in I viziati
- Yu Xing in Ip Man
- Tom Bennett in Amore e inganni
- Ciaran Owens in Le ceneri di Angela
- Isaiah Mustafa in It - Capitolo due
- Frankie Wilson in Against the Ice
- Martin Starr in Samaritan
- Trey Parker in Baseketball
- Peterson Joseph in Wonka
- Masanobu Andō in City Hunter
- Piotr Polak in Caccia all'eredità
- Jamie Draven in Billy Elliot
- Lucien Jean-Baptiste in Nice Girls
- Bowen Yang in Wicked
- Gwilym Lee in Here
- Josh Gad in Qua la zampa 2 - Un amico è per sempre
- George Applyby in Biancaneve
- Adam Amin in Inarrestabile
- Ke Huy Quan in Colpi d'amore
- Richard Ayoade ne La trama fenicia
- Werner Kolf in Almost Cops

### Film d'animazione
- Scooby-Doo in Scooby-Doo e i pirati dei Caraibi, Stai fresco, Scooby-Doo!, Scooby-Doo e il re dei Goblin, Scooby-Doo e la spada del Samurai, Scooby-Doo Abracadabradoo, Scooby-Doo! Paura al campo estivo, Scooby-Doo! La leggenda del Fantosauro, Scooby-Doo! e il Festival dei vampiri, Scooby-Doo! ed il mistero del circo, Scooby-Doo e la maschera di Blue Falcon, Scooby-Doo e il palcoscenico stregato, Scooby-Doo! e il mistero del wrestling, Scooby-Doo! Frankenstrizza, Scooby-Doo! Crociera sulla Luna, Scooby-Doo e il mistero del Rock'n'Roll, Scooby-Doo! e WWE - La corsa dei mitici Wrestlers, Scooby-Doo! Il fantasma del Ranch, Scooby-Doo! & Batman: Il caso irrisolto, Scooby-Doo! e il Fantasma Rosso, Scooby-Doo! e la maledizione del tredicesimo fantasma, Scooby-Doo! ritorno sull'isola degli zombie, Happy Halloween, Scooby-Doo!, Scooby-Doo! Alla corte di Re Artù, Viaggio ad Altrove: Scooby-Doo! incontra Leone il cane fifone, Scooby-Doo! contro i Gul, Scooby-Doo! Fantasmi a Hollywood, Scooby-Doo! Grande festa in spiaggia, Scooby-Doo! e il tesoro del Cavaliere Nero, Scooby-Doo! Adventures: la Mappa del Mistero, Scooby!, Scooby-Doo! I giochi del mistero, Scooby-Doo! In vacanza con il mostro, Scooby-Doo! e il mistero del granturco, Scooby-Doo! La minaccia del cane meccanico, Scooby-Doo! Goal da paura, Scooby-Doo! e il mostro marino
- Ciuchino in Shrek, Shrek 3-D, Shrek 2, Shrek terzo, Shrek e vissero felici e contenti
- Dr. Nefario in Cattivissimo me, Cattivissimo me 2, Minions, Minions 2 - Come Gru diventa cattivissimo, Cattivissimo me 4
- David Kawena in Lilo & Stitch, Provaci ancora Stitch!, Lilo & Stitch 2 - Che disastro Stitch!'
- Robert Zimerusky in In viaggio con Pippo, Estremamente Pippo
- Benny in The LEGO Movie, The LEGO Movie 2 - Una nuova avventura
- Talpa in Nut Job - Operazione noccioline, Nut Job 2 - Tutto molto divertente
- Johnny Town-Mouse in Peter Rabbit
- Stewie Griffin e Quark Griffin ne La storia segreta di Stewie Griffin
- Alì Babà in Alì Babà
- Flint in Tarzan
- Siringa in Monsters & Co.
- Denahi in Koda, fratello orso
- Rango in Rango
- Hobie in Barbie Raperonzolo
- Gadgetmobile ne L'ultimo caso dell’ispettore Gadget
- Sanosuke Sagara in Kenshin - Samurai vagabondo: The Movie
- Zeck in Gaya
- Tim in Robots
- Carson in Team America: World Police
- 15 Cent La famiglia Proud - Il film
- Scattino in Cappuccetto Rosso e gli insoliti sospetti
- La mucca Eddy in Barnyard - Il cortile
- Weasley in Nome in codice: Brutto Anatroccolo
- Carl in I Robinson - Una famiglia spaziale
- Michelangelo in TMNT
- Remy in Ratatouille
- Mooseblood in Bee Movie
- Smilz in Gli Smile and Go e il braciere bifuoco
- Freek in Monster House
- Dr. Jagu in Space Chimps - Missione spaziale
- Blake in Bolt - Un eroe a quattro zampe
- Max in Arthur e il popolo dei Minimei e Arthur e la vendetta di Maltazard
- Lampo in Sansone
- Angus in Cani & gatti - La vendetta di Kitty
- Minion in Megamind
- Prancer in L'era Natale
- Lo psichiatra ne La bottega dei suicidi
- L'omino di burro in Pinocchio
- Ned e Zed in Planes
- Reggie in Free Birds - Tacchini in fuga
- Nigel in Khumba - Cercasi strisce disperatamente
- Loco in Goool!
- Re Ciclone/Coda in Cuccioli - Il paese del vento
- Spleen in Mune - Il guardiano della luna
- Oh in Home - A casa
- Doc in Fuga dal pianeta Terra
- Martedì/Mac in Robinson Crusoe
- Zico in Bianca & Grey
- Cooper e Principe D in Trolls, Trolls World Tour, Trolls 3 - Tutti insieme
- Cal Weathers in Cars 3
- Big Bird ne Le avventure di Elmo in Brontolandia
- Osmosis Jones in Osmosis Jones
- Sid in Toy Story 3 - La grande fuga
- Bunny in Toy Story 4 e Toy Story 5
- Lanterna Verde in Teen Titans Go! - Il film
- Pasticcione in Pupazzi senza gloria
- Donner in Topolino strepitoso Natale!
- Agustin Madrigal in Encanto
- Kranz in Apollo 10 e mezzo
- DJ Herzogenaurach in Cip & Ciop agenti speciali
- Wendell in Wendell & Wild
- Tamir ne Il drago di mio padre[1]
- Caspian in Strange World - Un mondo misterioso
- Tom Jenkins in Scrooge - Canto di Natale
- Stan Marsh in South Park - Il film: più grosso, più lungo & tutto intero
- Toad in Super Mario Bros. - Il film
- Lenny in Spider-Man: Across the Spider-Verse
- Brill in Ruby Gillman - La ragazza con i tentacoli
- Delroy in Prendi il volo
- Charles in Uibù - Fantasmino fifone
- Benbo in The Monkey King
- Tito in Tito e Vinni a tutto ritmo
- Palla di Fango in IF - Gli amici immaginari
- Sig. McNutt in That Christmas

### Serie televisive
- Joshua Jackson in Dawson's Creek, The Affair - Una relazione pericolosa, Dr. Death
- Anthony Mackie in Altered Carbon, The Falcon and the Winter Soldier
- Sean Hayes in Will & Grace, The Millers
- Zachary Levi in Perfetti... ma non troppo, Chuck
- Bret Harrison in Reaper - In missione per il Diavolo, Breaking In
- Larenz Tate in Rush, Game of Silence
- Gregory Smith in Everwood, Rookie Blue
- Ato Essandoh in Copper, Vinyl
- Darren Criss in Glee, Hollywood
- Ashley Zukerman in Rush, Manhattan
- Matt Smith in Doctor Who, House of the Dragon
- Nelsan Ellis in The Inside, True Blood
- Dan Fogler in The Walking Dead, Eric
- Masi Oka in Heroes
- Neil Patrick Harris in Una serie di sfortunati eventi
- Omar Epps in Resurrection
- Jamie Dornan in C'era una volta
- Patrick Flueger in Chicago P.D.
- Thomas Middleditch in Silicon Valley
- Patton Oswalt in The Goldbergs
- Tituss Burgess in Unbreakable Kimmy Schmidt
- Kenneth Choi in 9-1-1
- Eion Bailey in Band of Brothers - Fratelli al fronte
- Callum Blue in Smallville
- Hoon Lee in Banshee - La città del male, Outcast
- Mo McRae in Pitch
- Robert Duncan McNeill in Star Trek: Voyager
- Cooper Barnes in Henry Danger e Danger Force
- Danny Pudi in Mythic Quest
- Christian Borle in Smash
- J. D. Williams in Oz
- Donald Faison in Scrubs - Medici ai primi ferri
- Chris Rock in Tutti odiano Chris
- Wesley Jonathan in Le cose che amo di te
- Eloy Azorín in Senza identità
- Chris Klein in Wilfred
- Omid Abtahi in Those Who Kill
- Wilson Cruz in Star Trek: Discovery, Red Band Society
- James Buckley in White Gold
- Hamish Linklater in La complicata vita di Christine
- Raffaello Balzo in Elisa di Rivombrosa 2
- Jeff Stearns in Pacific Blue
- Federico Dordei in 2 Broke Girls
- Tim Minchin in Californication
- James Pizzinato in Cult
- Byron Mann in Hell on Wheels
- Yusuf Gatewood in The Umbrella Academy
- Marc Blucas in Buffy l'ammazzavampiri
- Taran Killam in Single Parents
- GQ in Jonny Zero
- Yoon Kye-sang in Se un albero cade in una foresta
- Alexandre Achdjian in Leo Mattei - Unità Speciale
- Diego Alcalá in Soy Luna
- Rhys Nicholson in The imperfects
- Matt Cook in Papà a tempo pieno
- Wilson Cruz in Star Trek: Discovery
- Richard Ayoade in IT Crowd
- Niall Matter in Eureka
- Sohel Altan Gol in Pauline
- Soham Majumdar in Citadel: Honey Bunny
- Eugene Kim in Obliterated – Una notte da panico
- Ricky Robles Cruz in The Four Seasons
- Daryl Mitchell in Quell'uragano di figlia

### Serie animate
- Scooby-Doo in Le nuove avventure di Scooby-Doo, Shaggy e Scooby-Doo, Scooby-Doo! Mystery Incorporated, Be Cool, Scooby-Doo!, Scooby-Doo and Guess Who?
- Stewie Griffin ne I Griffin e The Cleveland Show[2]
- Stan Marsh in South Park (1ª voce, 1⁰ doppiaggio), I Simpson (ep. 14x21)
- Database (1ª voce), Patata (st. 8-12), Nelson Muntz  (ep. 7 st. 8-st. 15), John Frink (ep. 9×18), Serpente (st. 11-13) e Julio (st. 20-23, st. 30+) ne I Simpson
- Slurms MacKenzie, Utolino, Unità mascherata, Donovan e altre voci in Futurama[3]
- Joshua Jackson, Johnny Knoxville, Wil Wheaton, Leonardo da Vinci e James Corden ne I Griffin[4]
- Vinny Folson in LEGO Ninjago
- Varrick in La leggenda di Korra
- Eugene Fitzherbert in Rapunzel - Prima del sì, Rapunzel - La serie
- David Kawena in Lilo & Stitch
- Rocket Crockett in Buzz Lightyear da Comando Stellare
- Franz in La principessa Sissi
- Craig in Sanjay and Craig
- Tinky-Winky in Teletubbies
- Brandon (st. 3) in Winx Club
- Wormmon in Digimon Adventure 02
- Lello in Eppur si muove
- #88 in American Dragon: Jake Long
- Jeff in American Dad!
- Mr. Match e WackoMan in MegaMan NT Warrior
- Curtis in Cosmic Cowboys
- II Matemastolto in Kim Possible
- Lulo ne I Lunnis
- Vari personaggi maschili in Robot Chicken
- Ichiro Okinoshima in Great Teacher Onizuka
- Tatsuma Sakamoto in Gintama
- Wataru in Excel Saga
- Flappy Bob in Due fantagenitori
- Shunsuke Akagi in Terrestrial Defense Corp. Dai-Guard
- Deuce in Aiuto! Il mio sedere è impazzito
- Kiet in Sendokai Champions
- Elliot Mess in 5 amici sottosopra
- Icaro in Hercules
- Felix in Pel di Carota
- Jonathan Carnahan ne La mummia
- Pizza Boy in Higglytown Heroes - 4 piccoli eroi
- Ian Wasalooksey in Un cane di classe
- Signor Rinoceronte in Peppa Pig
- Il terzo papero alieno in Leone il cane fifone
- Ace in World of Winx
- Cheezi in The Lion Guard
- Bigfoot in New Looney Tunes
- Narratore in The Powerpuff Girls
- Dr. Svitato Jones in Wander
- Sheldon Lee in Teenage Robot
- Jyog in Strange Dawn
- Nacho Cheese in Uncle Grandpa
- Bullwinkle ne Le avventure di Rocky e Bullwinkle
- Dente di Leone ne La collina dei conigli
- David Seville ne Alvinnn!!! e i Chipmunks
- Dick Dastardly in Wacky Races (serie 2017)[5]
- Nando Detto Ferdi in Prosciutto e uova verdi
- Terry in Solar Opposites
- Cooper in Trolls - La festa continua!, Trolls: TrollsTopia
- Teru Mikami in Death Note
- Scratch in The Ghost and Molly McGee
- Booda sack in King of the Hill
- Bjorn in Vinland Saga
- Bandit Heeler in Bluey
- Pugsley/Temeluchus in Dead End: Paranormal Park
- Cavalluccio marino in Sofia la principessa
- Alastor in Hazbin Hotel
- Gene in DuckTales
- Mikku in Mira - Detective reale
- Mr. Scintilla in Big Hero 6 - La serie
- Buddibot in Secret Level
- Barney ne Il mondo di Barney
- Khan in Murder Drones

### Videogiochi
- Scooby-Doo in Scooby-Doo! Le origini del mistero, Scooby-Doo! e la palude del mistero e LEGO Dimensions
- Dobby in Harry Potter e la camera dei segreti
- Remy in Ratatouille
- Sparachiodi in Heroes of the Storm
- Voce narrante in Up (2009)[6]
- Terry in Disney Infinity (2013)[7]
- Bandit Heeler in Bluey: il videogioco (2023)[8]
- Dollman in Death Stranding 2: On the Beach (2025)[9]

## Televisione
- Il bello delle donne, episodio Aprile (Canale 5, 2002)

## Radio
- Elvis, di Chiara e Andrea Barzini, regia di Andrea Barzini e Massimiliano Camaiti (Radio2 Rai, 2004)
- Bonnie & Clyde, di Emilia Costantini, regia di Idalberto Fei (Radio2 Rai, 2005)
- Nessuno è perfetto, di Linda Brunetta, regia di Paolo Modugno (Radio2 Rai, 2006)